# Hirsutipes trifasciata
Hirsutipes trifasciata är en fjärilsart som beskrevs av Swinhoe 1905. Hirsutipes trifasciata ingår i släktet Hirsutipes och familjen nattflyn. Inga underarter finns listade i Catalogue of Life.